# Shemp Howard
Shemp Howard (bürgerlich: Samuel Horwitz; * 4. März 1895 in Brooklyn, New York City; † 22. November 1955 in Hollywood, Kalifornien) war ein US-amerikanischer Komiker und Schauspieler.

## Leben
Shemp wurde als dritter Sohn von Jennie Mary (1870–1939) und Solomon Nathan Horwitz (1872–1943) geboren. Seine Brüder waren Irving (1891–1939), Benjamin Jacob (1893–1976), Moe (1897–1975) und Curly (1903–1952).
Howard war Mitglied in der Komikergruppe The Three Stooges seit ihren Anfängen auf Theaterbühnen in den frühen 1920er-Jahren. Nach seinem Ausscheiden kam stattdessen sein jüngerer Bruder Curly in die Gruppe. In den folgenden Jahren trat Shemp Howard als Solokünstler auf und hatte einige Nebenrollen in Filmen, darunter in Komödien an der Seite von W. C. Fields, Abbott und Costello und Olsen und Johnson. Nachdem Curly 1946 einen schweren Schlaganfall erlitt und danach nie mehr als Stooge arbeiten konnte, übernahm Shemp wieder seinen alten Platz in dem Trio. Er blieb bei den Stooges bis zu seinem eigenen Tod im Jahr 1955. Er wurde auf dem Home of Peace Memorial Park in East Los Angeles beigesetzt.

## Filmografie (Auswahl)
Als Schauspieler ohne die Three Stooges
- 1930: Die Drei von der Feuerwache (Soup to Nuts)
- 1934: Art Trouble
- 1939: Dünner Mann, 3. Fall (Another Thin Man)
- 1940: Der Bankdetektiv (The Bank Dick)
- 1940: Charlie Chan auf Kreuzfahrt (Charlie Chan’s Murder Cruise)
- 1940: Charlie Chan: Mord über New York (Murder over New York)
- 1940: Die unsichtbare Frau (The Invisible Woman)
- 1941: Die Abenteuerin (The Flame of New Orleans)
- 1941: In der Hölle ist der Teufel los! (Hellzapoppin')
- 1941: Vorsicht Gespenster! (Hold That Ghost)
- 1942: Arabische Nächte (Arabian Nights)
- 1942: Pittsburgh
- 1946: Blondie Knows Best
- 1949: Verrücktes Afrika (Africa Screams)